# ألفرد إتش نوبل
ألفرد إتش نوبل (بالإنجليزية: Alfred H. Noble)‏ هو ضابط أمريكي، ولد في 26 أكتوبر 1894 في ماريلند في الولايات المتحدة، وتوفي في 27 سبتمبر 1983 في لاهويا في الولايات المتحدة.